# Guerra civil de Yemen del Norte
La guerra civil de Yemen del Norte se libró en dicho país entre los realistas del reino Mutawakkilite y las facciones a favor de la creación de una república árabe, entre 1962 y 1970. La guerra comenzó con un golpe de Estado llevado a cabo por el líder republicano, Abdulá al-Sallal, que destronó al recién coronado imán Muhammad al-Badr y proclamó la república de Yemen bajo su presidencia. El imán escapó a la frontera con Arabia Saudí, donde consiguió apoyo popular.
Siguiendo el clásico modelo de alianzas durante la Guerra Fría, el bando realista recibido el apoyo de Arabia Saudí, mientras que los republicanos recibieron el apoyo de Egipto y de la Unión Soviética, involucrándose en el envío de fuerzas regulares e irregulares. El presidente egipcio, Gamal Abdel Nasser, en apoyo de los republicanos, envió hasta 70 000 soldados. A pesar de varios movimientos militares y conferencias de paz, la guerra se terminó en un punto muerto. El compromiso de Egipto en esta guerra se considera que fue perjudicial para su desempeño en la guerra de los Seis Días de junio de 1967. Después de que Nasser encontrara cada vez más difícil mantener la participación de su ejército empezó a sacar sus tropas de Yemen.
En 1970, el rey Faisal de Arabia Saudí reconoce la república y fue firmada una tregua. Los historiadores militares se refieren a la guerra en Yemen como el Vietnam de Egipto, y el historiador Michael Oren (entonces embajador de Israel en los EE. UU.) escribió que la aventura militar de Egipto en Yemen fue tan desastrosa que "la inminente guerra de Vietnam podría ser llamada el Yemen de Estados Unidos".

## Antecedentes

### Yemen

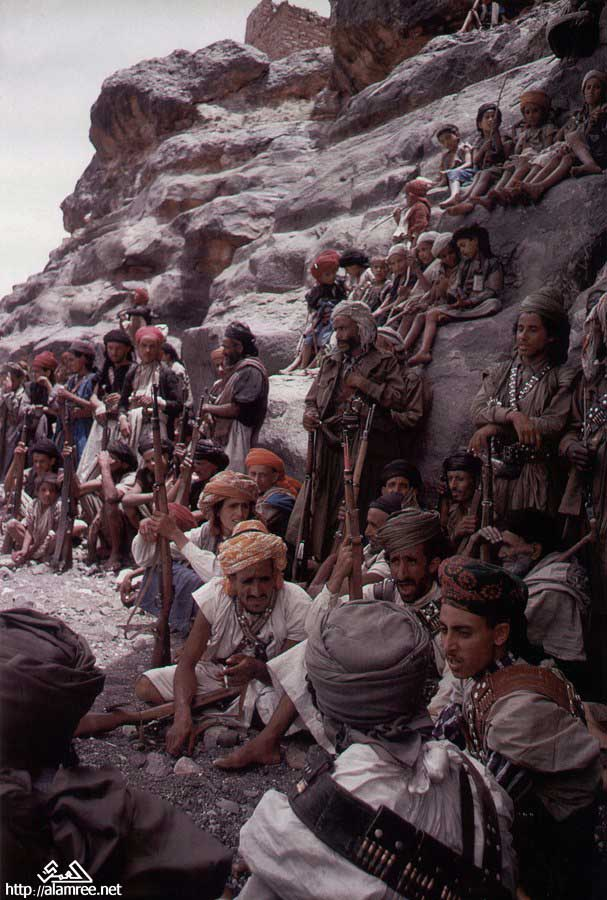
Miembros de una tribu yemení que apoyaban a al-Badr.

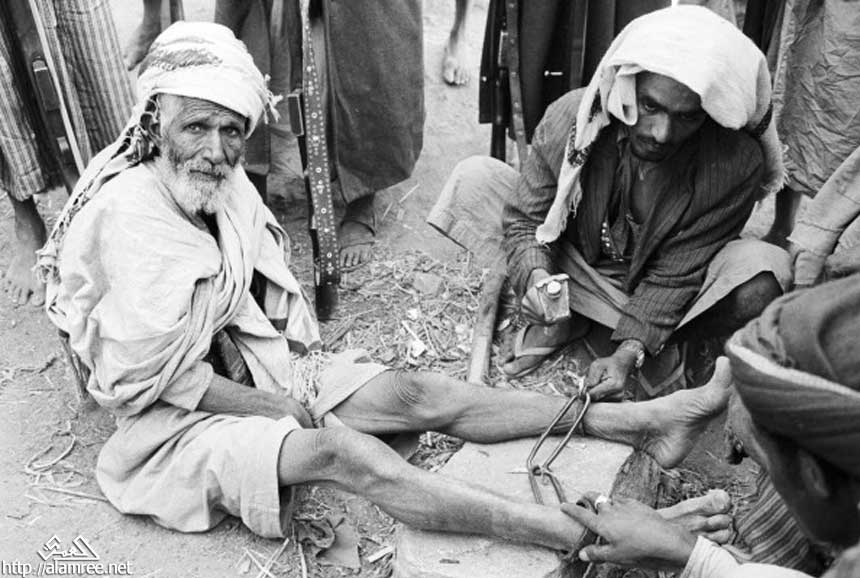
Hombre de una tribu yemení retenido como rehén por las fuerzas de al-Badr.

El imán Ahmad bin Yahya heredó el trono yemení en 1948. En 1955, el coronel Ahmad Thalaya, entrenado en Irak, lideró una revuelta contra él. Un grupo de soldados bajo su mando rodeó el palacio real de Al Urdhi en Taiz, una fortaleza fortificada donde vivía el imán con su harén, el tesoro real, un arsenal de armas modernas y una guardia palaciega de 150 hombres, y exigió la abdicación de Ahmad. Ahmad accedió, pero exigió que le sucediera su hijo, Muhammad al-Badr. Thalaya se negó y prefirió al hermanastro del rey, el emir Saif el Islam Abdullah, ministro de Asuntos Exteriores de 48 años. Mientras Abdullah empezaba a formar un nuevo gobierno, Ahmad abrió las arcas del tesoro y empezó a comprar en secreto a los soldados sitiadores. Al cabo de cinco días, el número de sitiadores se redujo de 600 a 40. Ahmad salió entonces del palacio, con una máscara de diablo y blandiendo una larga cimitarra, aterrorizando a los sitiadores. Mató a dos centinelas a cuchilladas antes de cambiar la espada por un subfusil y dirigir a sus 150 guardias al tejado del palacio para iniciar un ataque directo contra los rebeldes. Tras 28 horas, 23 rebeldes y un guardia del palacio habían muerto y Thalaya se rindió. Más tarde se informó de la ejecución de Abdullah, y Thalaya fue decapitado públicamente.

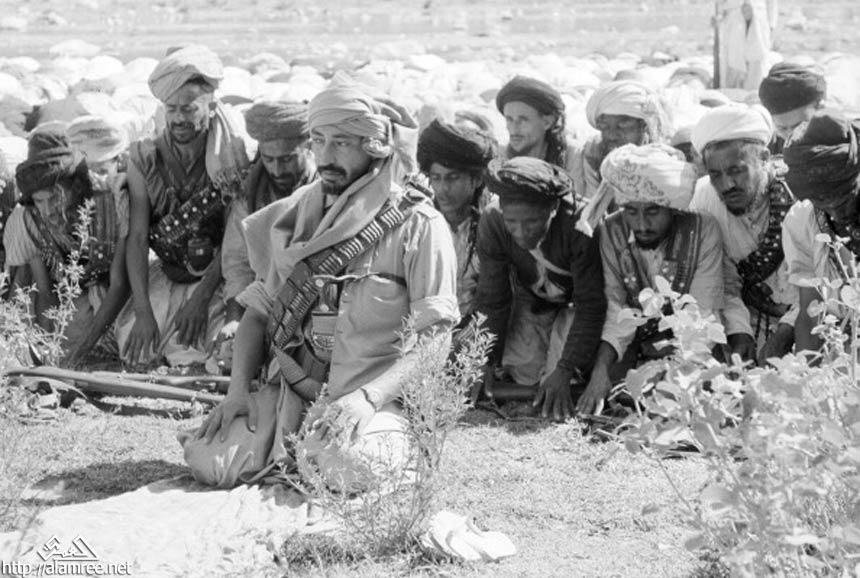
Muhammad al-Badr rezando con sus guardias.

En marzo de 1958, al-Badr llegó a Damasco para comunicar a Nasser la adhesión de Yemen a la República Árabe Unida (RAU). Sin embargo, Ahmad iba a conservar su trono y su poder absoluto, y el acuerdo sólo constituía una estrecha alianza. En 1959, Ahmad fue a Roma para tratarse de su artritis, reumatismo, problemas cardíacos y, según se dice, adicción a las drogas. Estallaron las luchas entre los jefes tribales, y al-Badr intentó sin éxito comprar a los disidentes prometiéndoles "reformas", entre ellas el nombramiento de un consejo representativo, más paga para el ejército y ascensos. A su regreso, Ahmad juró aplastar a los "agentes de los cristianos". Ordenó la decapitación de uno de sus súbditos y la amputación de la mano izquierda y el pie derecho de otros 15, en castigo por el asesinato de un alto funcionario el mes de junio anterior. Al-Badr sólo fue reprendido por su indulgencia, pero la radio yemení dejó de emitir los discursos de los oficiales del ejército y se silenciaron las conversaciones sobre reformas.
En junio de 1961, Ahmad aún se estaba recuperando de un intento de asesinato sufrido cuatro meses antes, y se trasladó de la capital, Taiz, al palacio de recreo de Sala.  Badr, que ya era ministro de Defensa y Asuntos Exteriores, se convirtió también en primer ministro en funciones y ministro del Interior. A pesar de ser príncipe heredero, al-Badr aún tenía que ser elegido por los Ulema de San'a. Al-Badr no era popular entre los ulemas debido a su asociación con Nasser, y los ulemas habían rechazado la petición de Ahmad de ratificar el título de Badr. El imán Ahmad murió el 18 de septiembre de 1962, y fue sucedido por su hijo, Muhammad al-Badr. Una de las primeras medidas de al-Badr fue nombrar comandante de la guardia de palacio al coronel Abdullah Sallal, conocido socialista y nasserista.

### Egipto
Nasser había buscado un cambio de régimen en Yemen desde 1957 y finalmente puso en práctica sus deseos en enero de 1962 al dar al Movimiento Yemení Libre espacio de oficinas, apoyo financiero y tiempo de emisión radiofónica.  La biografía de Nasser escrita por Anthony Nutting señala varios factores que llevaron al presidente egipcio a enviar fuerzas expedicionarias a Yemen. Entre ellos, la ruptura de la unión con Siria en 1961, que disolvió su UAR en todo menos en el nombre, lo que dañó su prestigio. Una rápida victoria decisiva en Yemen podría ayudarle a recuperar el liderazgo del mundo árabe. Nasser también deseaba mantener su reputación de nacionalista árabe, y se propuso expulsar a las fuerzas del Británicas de Yemen del Sur, incluida la presencia británica en la estratégica ciudad portuaria de Adén.
Mohamed Heikal, cronista de la toma de decisiones de la política nacional egipcia y confidente de Nasser, escribió en Por Egipto, no por Nasser, que se había comprometido con Nasser sobre el tema del apoyo al golpe en Yemen. Heikal argumentó que la revolución de Sallal no podría absorber el enorme número de personal egipcio que llegaría a Yemen para apuntalar su régimen, y que sería prudente considerar el envío de voluntarios nacionalistas árabes de todo Oriente Próximo para luchar junto a las fuerzas republicanas yemeníes, sugiriendo la guerra civil española como modelo a partir del cual dirigir los acontecimientos en Yemen. Nasser rechazó las ideas de Heikal, insistiendo en la necesidad de proteger el movimiento nacionalista árabe.  Nasser estaba convencido de que un regimiento de Fuerzas Especiales Egipcias y un ala de cazabombarderos podrían asegurar el golpe de Estado republicano yemení.
Las consideraciones de Nasser para enviar tropas a Yemen pueden haber incluido lo siguiente: (1) el impacto de su apoyo a la guerra de Independencia de Argelia de 1954-62; (2) la ruptura de Siria con la UAR de Nasser en 1961; (3) aprovechamiento de la ruptura de las relaciones entre Gran Bretaña y Francia, que se habían tensado por el apoyo de Nasser al FLN en Argelia y principalmente por sus esfuerzos para socavar la Organización del Tratado Central (CENTO), lo que provocó la caída de la Monarquía iraquí en 1958; (4) enfrentarse al imperialismo, que Nasser consideraba el destino de Egipto; (5) garantizar el dominio del Mar Rojo desde el Canal de Suez hasta el estrecho de Bab-el-Mandeb; (6) vengarse de la familia real saudí, que Nasser consideraba que había socavado su unión con Siria.

## Historia

### Golpe de Estado

#### Plan

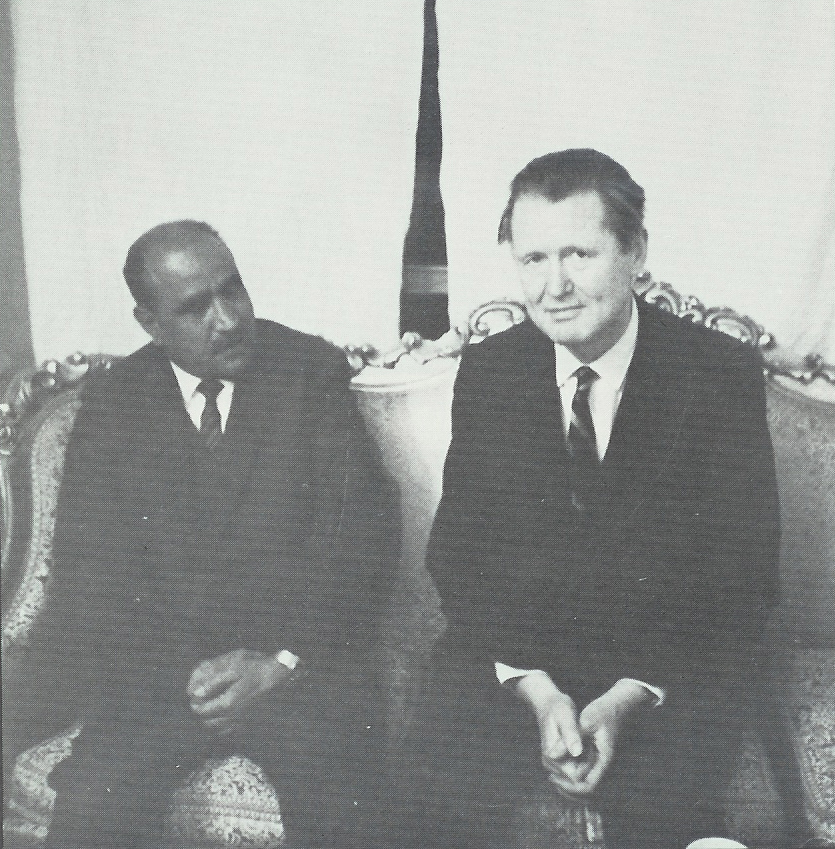
Autor Dana Adams Schmidt con el presidente Sallal, marzo de 1967.

Al menos cuatro complots estaban en marcha en San'a. Uno estaba encabezado por el teniente Ali Abdul al Moghny. Otra fue concebida por Sallal. Su complot se fusionó con una tercera conspiración impulsada por la confederación tribal hachí en venganza por la ejecución por Ahmad de su jeque supremo y su hijo.  Un cuarto complot fue urdido por varios príncipes jóvenes que pretendían deshacerse de al-Badr, pero no del imamato. Los únicos hombres que conocían estos complots eran el encargado de negocios egipcio, Abdul Wahad, y el propio al-Badr. Al día siguiente de la muerte de Ahmad, el ministro de al-Badr en Londres, Ahmad al Shami, le envió un telegrama instándole a no ir a San'a para asistir al funeral de su padre porque varios oficiales egipcios, así como algunos de los suyos propios, estaban conspirando contra él. El secretario privado de Al-Badr no le transmitió este mensaje, alegando que no entendía el código.  Al-Badr pudo salvarse gracias a la reunión de miles de hombres en el funeral.  Al-Badr se enteró del telegrama más tarde.
Un día antes del golpe, Wahad, que afirmaba tener información del servicio de inteligencia egipcio, advirtió a al-Badr de que Sallal y otros quince oficiales, entre ellos Moghny, planeaban una revolución. El propósito de Wahad era cubrirse a sí mismo y a Egipto en caso de que fracasara el golpe, incitar a los conspiradores a la acción inmediata y empujar a Sallal y Moghny a una única conspiración. Sallal obtuvo permiso imámico para traer a las fuerzas armadas.  Entonces, Wahad se dirigió a Moghny y le dijo que al-Badr había descubierto de algún modo el complot, y que debía actuar de inmediato antes de que detuvieran a los demás oficiales. Le dijo que si podía retener San'a, la radio y el aeropuerto durante tres días, toda Europa le reconocería.
Sallal ordenó que la academia militar de San'a entrara en alerta máxima, abriendo todas las armerías y entregando armas a todos los oficiales subalternos y a las tropas. La noche del 25 de septiembre, Sallal reunió a conocidos líderes del movimiento nacionalista yemení y a otros oficiales que habían simpatizado o participado en las protestas militares de 1955. Cada oficial y cada célula recibirían órdenes y comenzarían en cuanto empezara el bombardeo del palacio de al-Badr. Las zonas clave que se asegurarían eran el palacio de Al-Bashaer (el palacio de al-Badr), el palacio de Al-Wusul (la zona de recepción de dignatarios), la emisora de radio, la central telefónica, Qasr al-Silaah (la armería principal) y el cuartel general de la seguridad central (Inteligencia y Seguridad Interna).

#### Ejecución

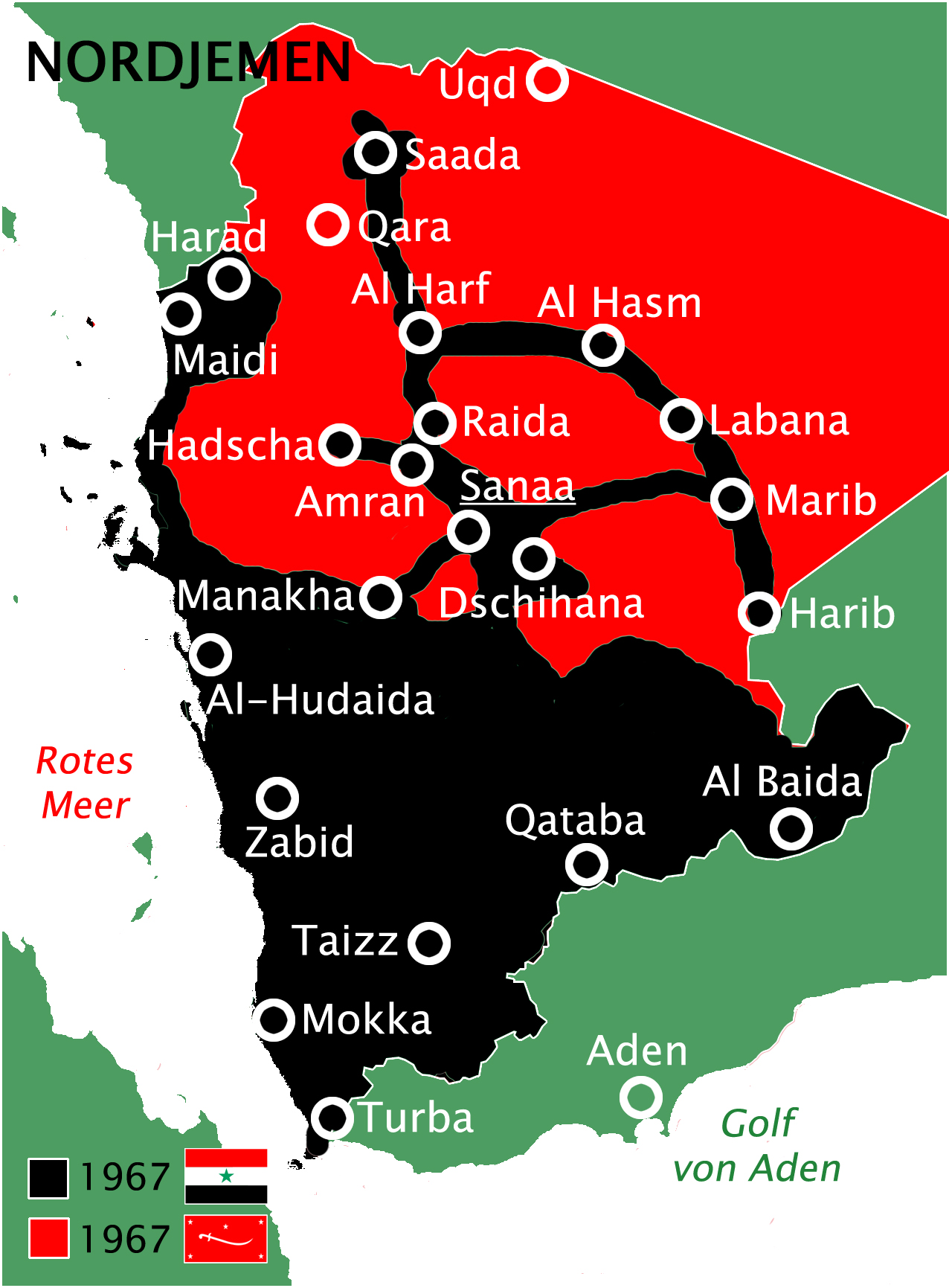
Mapa de Yemen del Norte hacia 1967: en negro los republicanos, en rojo los realistas.

A las 22.30 horas, al-Badr oyó tanques moviéndose por las calles cercanas, y calculó que eran los que Sallal había pedido que se movieran. A las 23.45, el ejército empezó a bombardear el palacio. Al-Badr cogió una ametralladora y empezó a disparar a los tanques, aunque estaban fuera de su alcance.  Moghny envió un coche blindado a casa de Sallal y le invitó al cuartel general, donde le pidió que se uniera a la revolución. Sallal aceptó, con la condición de ser presidente. Moghny aceptó. El golpe de Estado se llevó a cabo con 13 tanques de la Brigada Badr, seis coches blindados, dos cañones de artillería móviles y dos cañones antiaéreos. El mando y control de las fuerzas leales al golpe tendría lugar en la Academia Militar. Una unidad de oficiales revolucionarios acompañados por tanques se dirigió hacia el palacio Al-Bashaer. Por micrófono, hicieron un llamamiento a la Guardia del imamato para que se solidarizara con la tribu y entregara a Muhammad al-Badr, que sería enviado pacíficamente al exilio. La Guardia del imamato se negó a rendirse y abrió fuego, lo que llevó a los líderes revolucionarios a responder con tanques y proyectiles de artillería. Los rebeldes planeaban desplegar tanques y artillería en el golpe.
La batalla en el palacio continuó hasta que los guardias se rindieron a los revolucionarios a la mañana siguiente. La estación de radio fue la primera en caer, asegurada tras la muerte de un oficial leal y el colapso de la resistencia. La armería fue quizás el objetivo más fácil, ya que bastó una orden escrita de Sallal para abrir el almacén, derrotar a los monárquicos y conseguir fusiles, artillería y munición para los revolucionarios. La central telefónica también cayó sin resistencia. En el palacio de Al-Wusul, las unidades revolucionarias permanecieron seguras bajo la apariencia de garantizar y proteger a los diplomáticos y dignatarios que se alojaban allí para saludar al nuevo Imam de Yemen. A última hora de la mañana del 26 de septiembre, todas las zonas de San'a estaban aseguradas y la radio transmitió que Muhammad al-Badr había sido derrocado por el nuevo gobierno revolucionario en el poder. Las células revolucionarias de las ciudades de Taiz, Al-Hujja y la ciudad portuaria de Hodeida comenzaron entonces a asegurar los arsenales, aeropuertos e instalaciones portuarias.

#### Eventos posteriores al golpe

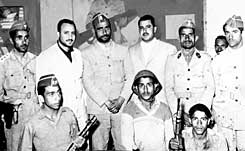
Abdullah Sallal (centro) y los cabecillas del golpe en octubre de 1962

Al-Badr y sus sirvientes personales consiguieron escapar por una puerta del muro del jardín, en la parte trasera del palacio. Debido al toque de queda, tuvieron que evitar las calles principales. Decidieron escapar individualmente y reunirse en el pueblo de Gabi al Kaflir, donde se reunieron tras una caminata de 45 minutos. Sallal tuvo que derrotar a un compañero revolucionario, Al-Baidani, un intelectual doctorado, que no compartía la visión de Nasser. El 28 de septiembre hubo emisiones de radio que anunciaban la muerte de al-Badr. Sallal reunió a miembros de la tribu en San'a y proclamó: "La monarquía corrupta que gobernó durante mil años fue una desgracia para la nación árabe y para toda la humanidad. Cualquiera que intente restaurarla es un enemigo de Dios y del hombre!" Para entonces, se había enterado de que al-Badr seguía vivo y se había dirigido a Arabia Saudí.
El general egipcio Ali Abdul Hameed fue enviado en avión y llegó el 29 de septiembre para evaluar la situación y las necesidades del Consejo del Mando Revolucionario Yemení. Egipto envió un batallón de Fuerzas Especiales (Saaqah) en misión de guardia personal de Sallal. Llegaron a Hodeida el 5 de octubre. Quince días después de haber abandonado San'a, al-Badr envió a un hombre por delante a Arabia Saudí para anunciar que estaba vivo. Después se dirigió allí él mismo, cruzando la frontera cerca de Khobar, en el extremo nororiental del reino.

### Intentos diplomáticos
Arabia Saudí, temiendo la invasión nasserista, desplazó tropas a lo largo de su frontera con Yemen, mientras el rey Hussein de Jordania enviaba a su jefe de Estado Mayor del Ejército para mantener conversaciones con el tío de al-Badr, el príncipe Hassan. Entre el 2 y el 8 de octubre, cuatro aviones de carga saudíes partieron de Arabia Saudí cargados de armas y material militar para los miembros de las tribus monárquicas yemeníes; sin embargo, los pilotos desertaron a Asuán. Los embajadores de Bonn, Londres, Washington D. C. y Amán apoyaron al imán, mientras que los embajadores de El Cairo, Roma y Belgrado declararon su apoyo a la revolución republicana. La URSS fue la primera nación en reconocer la nueva república, y Nikita Jruschov envió un cable a Sallal: "Cualquier acto de agresión contra Yemen se considerará un acto de agresión contra la Unión Soviética"."
A Estados Unidos le preocupaba que el conflicto pudiera extenderse a otras partes de Oriente Próximo. Presidente John F. Kennedy se apresuró a enviar notas a Nasser, Faisal de Arabia Saudí, Hussein y Sallal. Su plan consistía en que las tropas de Nasser se retiraran de Yemen mientras Arabia Saudí y Jordania interrumpían su ayuda al imán. Nasser accedió a retirar sus fuerzas sólo después de que Jordania y Arabia Saudí "pusieran fin a todas las operaciones agresivas en las fronteras". Faisal y Hussein rechazaron el plan de Kennedy, ya que implicaría el reconocimiento estadounidense de los "rebeldes". Insistieron en que Estados Unidos debía retener el reconocimiento de la presidencia de Sallal, ya que el imán aún podía recuperar el control de Yemen, y que Nasser no tenía intención de retirarse. Los saudíes argumentaron que Nasser quería sus campos petrolíferos y esperaba utilizar Yemen como trampolín para una revuelta en el resto de la península arábiga. El rey Hussein de Jordania también estaba convencido de que el objetivo de Nasser era el petróleo de Arabia Saudí, y que si los saudíes se iban, él sería el siguiente.
Sallal declaró "¡Advierto a Estados Unidos que si no reconoce a la República Árabe de Yemen, yo no la reconoceré!". El encargado de negocios de Estados Unidos en Taiz, Robert Stookey, informó de que el régimen republicano tenía el control total del país, excepto en algunas zonas fronterizas. Sin embargo, el gobierno británico insistía en la fuerza del apoyo tribal del imán. Una carta escrita por el presidente Kennedy a Faisal con fecha del 25 de octubre, que se mantuvo confidencial hasta enero de 1963, decía: "Puede estar seguro del pleno apoyo de EE.UU. para el mantenimiento de la integridad de Arabia Saudí". La aviación estadounidense realizó dos demostraciones de fuerza en Arabia Saudí. En la primera, seis jets F-100 realizaron demostraciones de vuelo acrobático sobre Riad y Jeddah; 
 el segundo, dos cazabombarderos y un transporte a reacción gigante, mientras regresaban a su base cerca de París tras una visita a Karachi, Pakistán, realizaron una demostración sobre Riad.
Sallal proclamó la "firme política de Yemen de cumplir sus obligaciones internacionales", incluido un tratado de 1934 por el que se comprometía a respetar el Protectorado de Adén británico. Nasser prometió "iniciar la retirada gradual" de su fuerza de 18.000 hombres, "siempre que las fuerzas saudíes y jordanas también se retiraran de las regiones fronterizas", pero dejaría atrás a sus técnicos y asesores. El 19 de diciembre, Estados Unidos se convirtió en la 34.ª nación en reconocer a la República Árabe de Yemen. El reconocimiento de las Naciones Unidas se produjo un día después del de Estados Unidos. La ONU siguió considerando a la república la única autoridad del país e ignoró por completo a los monárquicos.
Gran Bretaña, con su compromiso con Arabia del Sur y su base en Adén, consideraba la invasión egipcia una amenaza real. El reconocimiento de la república planteaba un problema a varios tratados que Gran Bretaña había firmado con los jeques y sultanes de la Federación de Arabia Meridional. Arabia Saudí instó a los británicos a identificarse con los monárquicos. Por otra parte, en el Ministerio de Asuntos Exteriores británico había quien creía que Gran Bretaña podría comprar seguridad para Adén reconociendo a la república. Sin embargo, finalmente Gran Bretaña decidió no reconocerla. [Irán, Turquía y la mayor parte de Europa occidental también se negaron a reconocerla. La república sí recibió el reconocimiento de Alemania Occidental, Italia, Canadá y Australia, así como de los restantes gobiernos árabes, el Etiopía y todo el bloque comunista.
Una semana después del reconocimiento estadounidense, Sallal se jactó en un desfile militar de que la república tenía cohetes que podían alcanzar "los palacios de Arabia Saudí", y a principios de enero los egipcios volvieron a bombardear y ametrallar Najran, ciudad saudí cercana a la frontera yemení. EEUU respondió con otra demostración aérea sobre Jeddah y un destructor se unió el 15 de enero. Al parecer, EE UU accedió a enviar baterías antiaéreas y equipos de control de radares a Najran. Además, Ralph Bunche fue enviado a Yemen, donde se reunió con Sallal y el mariscal de campo egipcio Abdel Hakim Amer. El 6 de marzo Bunche estuvo en El Cairo, donde Nasser le aseguró que retiraría sus tropas de Yemen si los saudíes dejaban de apoyar a los monárquicos.